# Stine Bolther
 Der er for få eller ingen kildehenvisninger i denne artikel, hvilket er et problem. Du kan hjælpe ved at angive troværdige kilder til de påstande, som fremføres i artiklen.

Stine Bolther (født i 1976 i Kalundborg) er en dansk tv-vært og live-reporter kendt fra bl.a. Kanal 5, TV3, TV2 Lorry og Ekstra Bladet.  Hun afsluttede sprogligt gymnasium i 1995, og er siden uddannet journalist. Hun har igennem 15 år været rets- og kriminalreporter med stort indblik i både beredskab, politi og retsvæsen. Desuden har hun som forfatter skrevet en lang række bøger ligesom hun ved arrangementer har fungeret som moderator og foredragsholder. Derudover arbejder hun som videojournalist, radiovært og speaker.

## Arbejde
Boltner har arbejdet som:
- 1996 - 2000: Redaktionssekretær og journalist på månedsmagasinet CHILI og musikmagasinet Frikvarter.
- 2000 - 2011: Journalist, politi- og retsreporter, videojournalist og souschef på kriminalredaktionen Ekstra Bladet.
- 2011 - 2015: TV-vært, radio-vært og tilrettelægger Kanal 5 og POP FM hos SBS Discovery Media på bl.a. KRIMI 5, Politijagt og Dem Der Passer På Os Om Natten.
- 2015 - 2015: Tv-udvikler og journalist Heartland TV-produktion
- 2015 - 2016: Video-journalist og livereporter TV2 Lorry
- 2016 - 2017: Journalist, videofotograf, klipper, speaker, studie- og live-vært Ekstra Bladet TV og TV3s ”Krimicentralen”
- 2017: Selvstændig journalist, presserådgiver og kursusleder med eget kommunikationsbureau samt speciale i krisekommunikation og skærmtræning.